# 林生凤仙花
林生凤仙花（学名：Impatiens lucorum）为凤仙花科凤仙花属下的一个种。

## 扩展阅读
- 維基物種上的相關：林生凤仙花